# Uzboi-Landon-Morava
El sistema de salida Uzboi-Landon-Morava (ULM) es una larga serie de canales y depresiones que pueden haber transportado agua a través de una gran parte de Marte. Comienza con canales que desembocan en la cuenca de Argyre en el cuadrángulo de Argyre. El agua se acumuló en la cuenca de Argyre, luego se cree que el desbordamiento viajó hacia el norte a través de Uzboi Vallis, hacia la cuenca de Landon, a través de Morava Valles, hasta el suelo de la cuenca de Margaritifer. Parte del agua puede haber ayudado a modelar Ares Vallis. En conjunto, el área total drenada de esta cuenca puede haber sido de unos 11 X 106 km² o alrededor del 9% de Marte.
Las imágenes a continuación muestran la cuenca de Argyre que alguna vez estuvo llena de agua. Además, la vista más amplia muestra la distancia que recorrió el agua, desde el sur de la cuenca de Argyre hasta Margaritifer Terra.

## Galería

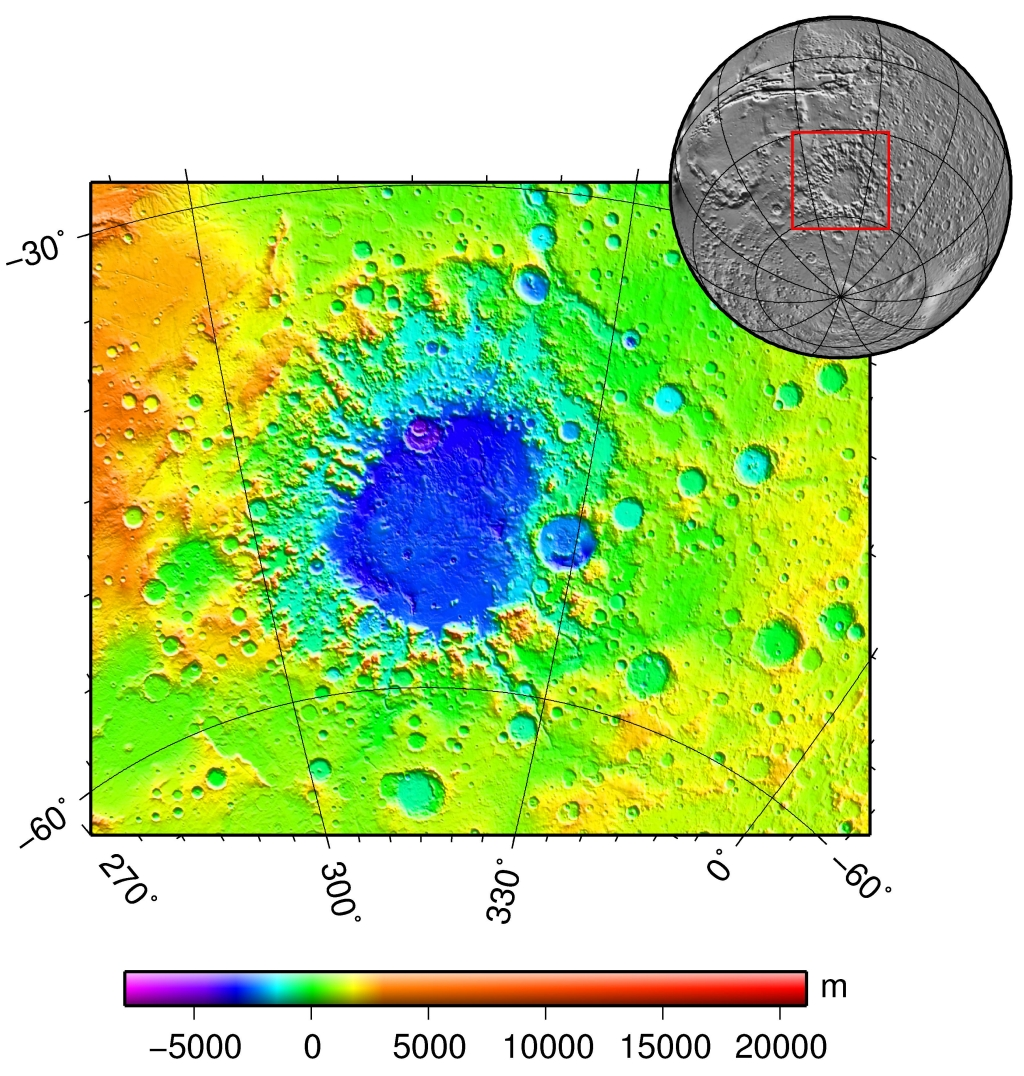
Mapa MOLA que muestran el contexto geográfico de Argyre.
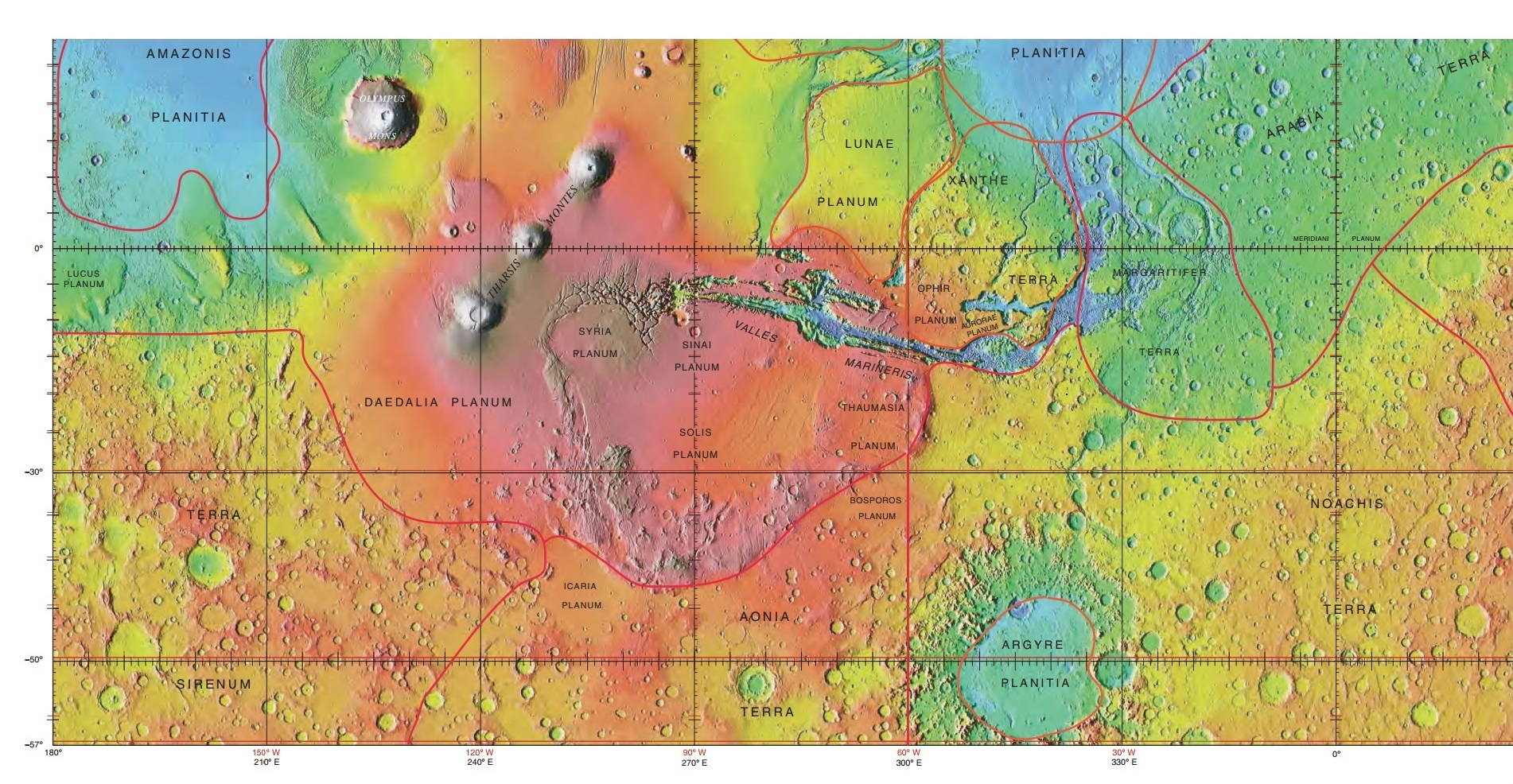
Mapa MOLA que muestra los límites de Argyre Planitia y otras regiones
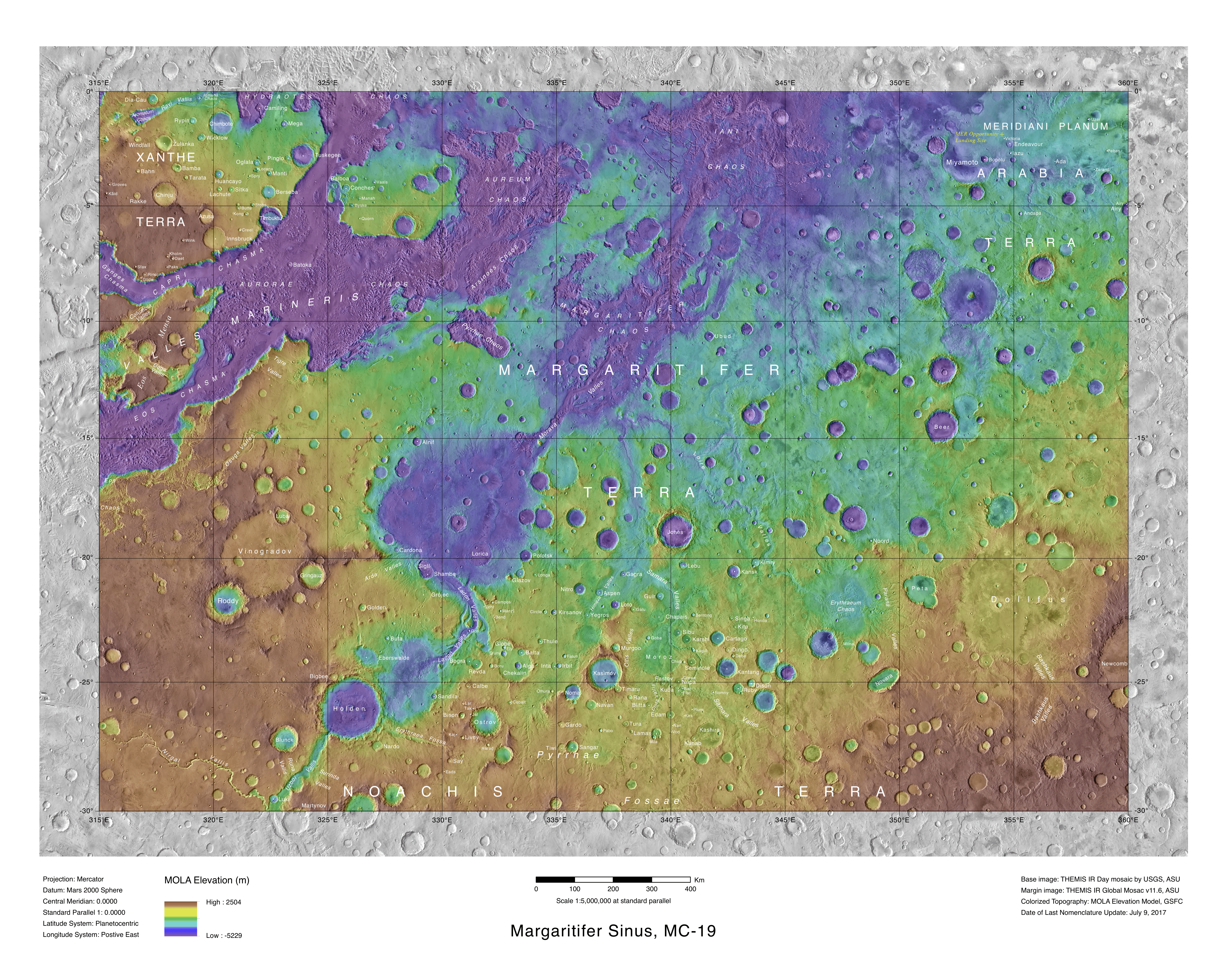
Mapa que muestra las ubicaciones de Uzboi Vallis y Ladon Vallis, otras características cercanas